# Everett Dirksen
Everett McKinley Dirksen (Pekin, 4 gennaio 1896 – Washington, 7 settembre 1969) è stato un politico statunitense.
Repubblicano, fu Senatore dell'Illinois dal 1951 al 1969.

## Biografia
Nato nel 1896 a Pekin, nell'Illinois, Dirksen studiò presso l'Università del Minnesota ma interruppe gli studi prima di laurearsi per prestare servizio militare durante la prima guerra mondiale come ufficiale e sottotenente.
Dopo aver prestato servizio nel Consiglio comunale di Pekin, Dirksen vinse le elezioni alla Camera dei rappresentanti nel 1932. Inizialmente Dirksen aveva un orientamento moderato e sosteneva il New Deal; benché, con il passare degli anni, le sue posizioni si fossero fatte più conservatrici, incitò gli USA a entrare in guerra durante il secondo conflitto mondiale. Dopo aver vinto le elezioni al Senato nel 1950 e aver spodestato il leader della maggioranza Scott W. Lucas, divenne senatore dell'Illinois l'anno successivo. Nel corso del decennio appoggiò la politica internazionalista di Dwight D. Eisenhower. Dirksen succedette a William F. Knowland come leader della minoranza al Senato dopo che quest'ultimo rifiutò di chiedere la rielezione nel 1958.
Dirksen svolse un ruolo di primo piano in qualità di capogruppo al Senato, una carica che occupò dal 1959 fino alla sua morte, avvenuta nel 1969. Contribuì infatti a far approvare i Civil Rights Act del 1964 e del 1968, che rappresentarono dei traguardi importanti per il movimento per i diritti civili. Dirksen sostenne la guerra del Vietnam e il suo patrocinatore Lyndon B. Johnson. Maturò anche un rapporto di amicizia con il leader della maggioranza al Senato Mike Mansfield. Dirksen si batté per contrastare l'ostruzionismo degli Stati Uniti meridionali mirato a ostacolare il Civil Rights Act del 1964.
Oratore di talento e dotato di una potente voce baritonale, Dirksen teneva dei discorsi che portarono i suoi detrattori a soprannominarlo The Wizard of Ooze.
Il Dirksen Senate Office Building prende da lui il nome.
Nel 1998 verrà pubblicata una raccolta di memorie di Dirksen intitolata The Education of a Senator.